# Christian Schmitt-Engelstadt
Christian Schmitt-Engelstadt (* 20. Juni 1967 in Ingelheim am Rhein) ist ein deutscher Musiker.

## Leben
Christian Schmitt-Engelstadt studierte an der Hochschule für Musik Freiburg Orgel bei Zsigmond Szathmáry, Klavier bei James Avery und Cembalo bei Michael Behringer. Nach dem A-Examen für Kirchenmusik und dem Klavierdiplom führte ihn ein Solistenstudium in die Orgelklasse von Christoph Bossert (Hochschule für Musik Trossingen). Er gewann die internationalen Orgelwettbewerbe Carouge/Genf 1992, Nürnberg (Internationale Orgelwoche Nürnberg) 1994 und Gelsenkirchen 1996. Von 2001 bis 2009 war er Lehrbeauftragter für Orgel an der Hochschule für Musik Mainz, von 2002 bis 2010 war er Lehrbeauftragter für Orgel an der Hochschule für Musik und Darstellende Kunst Frankfurt am Main. Er ist Kantor und Organist an der Lutherkirche Worms sowie an der Dreifaltigkeitskirche Worms. 
Der Musiker ist sowohl auf der Orgel als auch auf dem modernen Klavier sowie auf historischen Clavier-Instrumenten wie Cembalo, Virginal oder Regal zuhause. Seine Aktivitäten reichen von der Kirchen- und Chormusik sowie der Alten Musik über die Herausgebertätigkeit von Vokal- und Instrumentalwerken bis zu Kammermusik insbesondere im Duo mit Violoncello, Lied/Chanson und musikalischem Kabarett.
Er machte Rundfunk- und Tonträgeraufnahmen und gab auch außerhalb Deutschlands Konzerte, so in Frankreich, der Schweiz, Ungarn, Russland, Portugal, Spanien oder Mexiko. Er ist mit der Cellistin Katharina Schmitt-Engelstadt verheiratet und hat drei Kinder.